# اسدآباد (انار)
اسدآباد مهدوی، روستایی از توابع  شهرستان انار در استان کرمان ایران است.
این روستا در دهستان حسین‌آباد قرار دارد در سال‌های اخیر به علت تأسیس شرکت‌های پسته رو به گسترش است 
قلعه داوود آباد که از آثار تاریخی شهرستان انار می‌باشد و در تاریخ هفتم اسفند ۱۳۸۶ با شماره ۲۱۴۸۳ در فهرست میراث ملی به عنوان اثر دوره صفویه ثبت شده‌است در نزدیکی این روستا واقع شده‌است. همچنین قلعه اسد آباد از آثار تاریخ این روستا در حال حاضر رو به تخریب است.

## جمعیت
این روستا در بخش مرکزی شهرستان انار قرار دارد و براساس سرشماری مرکز آمار ایران در سال ۱۳۸۵، جمعیت آن ۱۹۰ نفر (۴۰خانوار) بوده‌است.که البته این آمار مربوط به چندین سال قبل است و نیازمند بررسی و تحلیل دقیق تری می‌باشد.